# Magazine (Dark Polo Gang)
Magazine  è un singolo del gruppo musicale italiano Dark Polo Gang, pubblicato il 28 marzo 2017 come secondo estratto dal primo album in studio Twins.

## Tracce
1. Magazine – 2:27 (testo: Tony Effe, Sick Luke – musica: Sick Luke)

## Formazione
- Tony Effe – voce
- Sick Luke – produzione, missaggio, mastering